# Maublancancylistes mirei
Maublancancylistes mirei là một loài bọ cánh cứng trong họ Cerambycidae.